# Landjuweel
Een landjuweel is in Vlaanderen de hoogste onderscheiding voor een theatergezelschap.

## Geschiedenis

### 13e - 14e eeuw
Het Landjuweel was oorspronkelijk een cyclus van zeven wedstrijden tussen de schuttersgilden in Brabant. Het was de bedoeling dat er iedere drie jaar een landjuweel werd gehouden. De winnaar van het eerste landjuweel, moest het volgende landjuweel opzetten, enzovoort. De winnaar van het zevende landjuweel moest een nieuwe cyclus beginnen.
De winnaar van het eerste landjuweel kreeg één zilveren schaal. Voor de volgende wedstrijd moest de winnaar twee zilveren schalen maken, de winnaar van het tweede landjuweel moest voor het volgende landjuweel drie zilveren schalen laten maken en zo ging dat door tot zeven, net als de wedstrijden.

### 15e - 16e eeuw
In de 15e eeuw werden de benaming landjuweel en het systeem van de vermeerderende zilveren schalen overgenomen door de Brabantse Rederijkerskamers. Van de rederijkers zijn twee landjuweelcycli bekend, de eerste liep van ongeveer 1475 tot 1496, de tweede begon in 1515 en eindigde groots in 1561 in Antwerpen. De zinnespelen van dit allerlaatste landjuweel zijn in 1562 gedrukt.
De kamers streden tegen elkaar en een jury, die bestond uit afgevaardigden van de kamers zelf, bepaalde welk esbattement (een soort klucht) het beste was.

### 20e - 21e eeuw

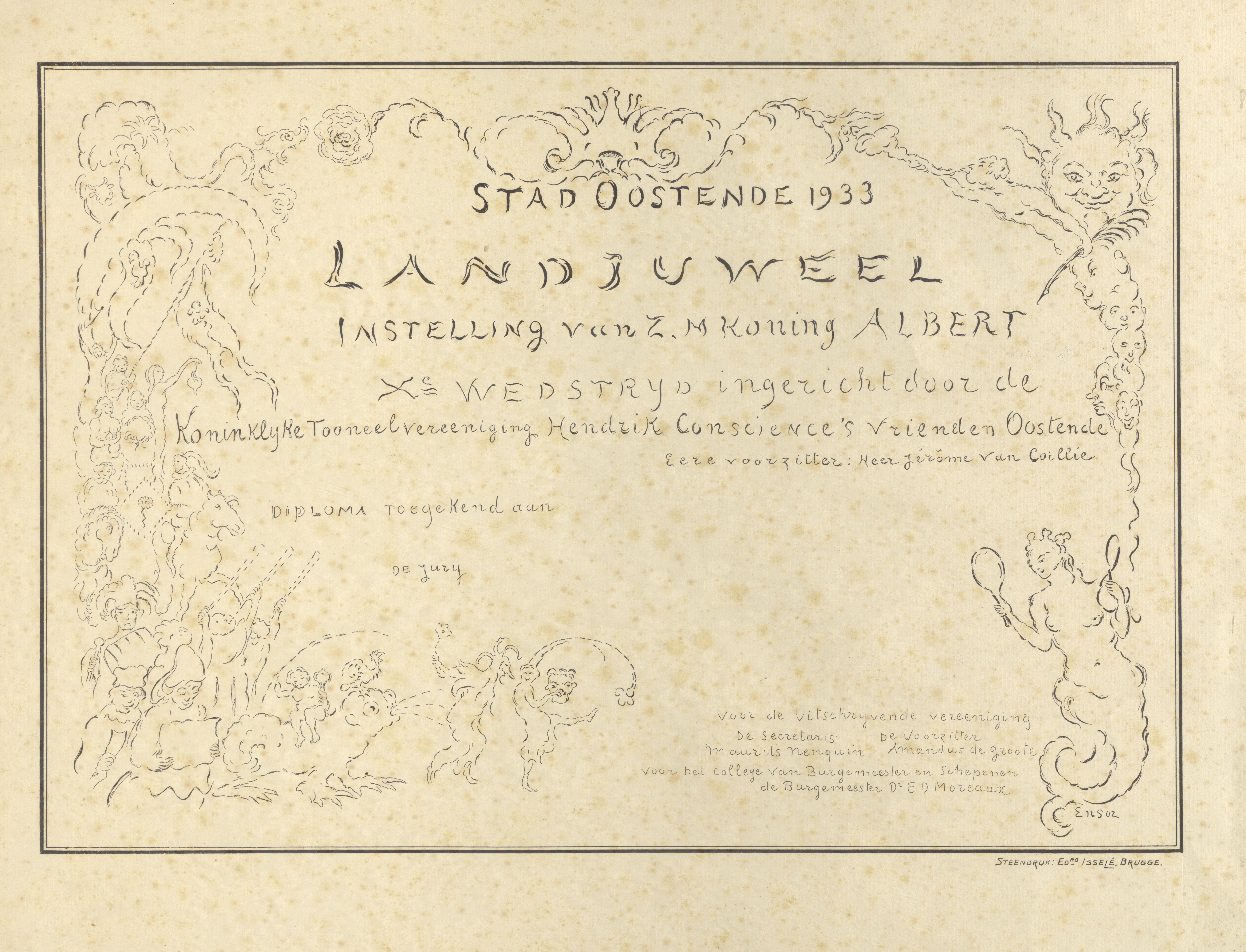
Diploma voor het Xde Landjuweel (1933) door James Ensor

Het (Koninklijk) Landjuweel is in 1922 heringesteld door Koning Albert I, met de hulp van Herman Teirlinck, als meest prestigieuze onderscheiding voor een Vlaams amateurtoneelgezelschap. Het gaat om een enkele zilveren schaal die als wisselbeker in principe jaarlijks wordt uitgereikt tijdens het Landjuweeltoernooi eind oktober.
Koning Boudewijn schonk begin jaren vijftig een juweelschaal die Het Landjuweel symboliseert voor de huidige Landjuweeltornooien. In de praktijk wordt er een geldprijs uitgeloofd en bleef de schaal bewaard in het Provinciaal Zilvermuseum Sterckxhof in Deurne. De schaal is momenteel te bewonderen in het DIVA aan de Suikerrui te Antwerpen.
Het landjuweel werd in 2012 voor de laatste keer uitgereikt. Daarna werd er een nieuw concept uitgewerkt waarbij kwalitatieve producties tijdens een voorronde werden geselecteerd en mochten deelnemen aan het Landjuweelfestival.
Sinds 2016 vindt het Landjuweelfestival elk jaar in een andere stad plaats.
- 2016 in Mechelen
- 2017 in Oostende
- 2018 in Genk
- 2019 in Brussel
- In 2020 was het festival gepland in Sint-Niklaas maar het werd afgelast door de coronacrisis.

## Het juweel
Het huidige Landjuweel is een zilveren schaal met een diameter van 70 cm en een gewicht van 8 kg. In kleurlak zien we de wapenschilden van België, de Vlaamse provincies en de blazoenen van de rederijkerskamers:
- Brugge: De Heilige Geest
- Gent: De Fonteine van de Heilige Drievuldigheid
- Antwerpen: De Violier
- Limburg (samengebonden): De Olijftak van Sint-Truiden, De Goudbloem van Borgloon, De Witte Lelie van Tongeren, De Rode Roos van Hasselt, De Korenbloem van Bilzen
- Brussel: Het Mariakranske